# Karl Davies
Karl Davies (* 6. August 1982 in Stockport, England) ist ein britischer Schauspieler.

## Leben
Karl Davies wurde im Jahr 1982 in der Stadt Stockport geboren. Bevor er sich der Schauspielerei zuwendete, war er in seiner Jugend zunächst begeisterter Extremsportler, darunter Snowboarden und Sportklettern.
Seit 2010 ist er als Schauspieler aktiv. Bereits ein Jahr später konnte er in den Serien Peak Practice und Emmerdale Farm Hauptrollen übernehmen. In der Seifenoper Emmerdale Farm spielte er die Rolle des Robert Sugden über einen Zeitraum von 4 Jahren. Diese Rolle brachte einige Kontroversen mit sich, da sie mit häufig wechselnden Liebhabern, sowohl weiblich als männlich, Affären hatte.
2007 übernahm er dann die wiederkehrende Rolle des Lyle Anderson in der Serie Kingdom. Seitdem spielte er weitere Rollen u. a. in The Case und Game of Thrones. Neben TV-Auftritten ist Davies auch häufig in Filmen zu sehen. Dazu gehören u. a. Dolphins, The Quiet Hour und Black Sea.
2019 spielte er als Viktor Proskuryakov eine Nebenrolle in der HBO-Miniserie Chernobyl.

## Filmografie (Auswahl)
- 2000: Fat Friends (Fernsehserie, Episode 1x02)
- 2000–2001: Peak Practice (Fernsehserie, 28 Episoden)
- 2001: The Bill (Fernsehserie, Episode 17x63)
- 2001–2005: Emmerdale Farm (Fernsehserie, 176 Episoden)
- 2007: Dolphins
- 2007–2009: Kingdom (Fernsehserie, 18 Episoden)
- 2010: Inspector Barnaby (Fernsehserie, Episode 13x02)
- 2011: The Case (Fernsehserie, 5 Episoden)
- 2012: Game of Thrones (Fernsehserie, 3 Episoden)
- 2013: The Syndicate (Fernsehserie, 6 Episoden)
- 2014: The Crimson Field (Miniserie, 2 Episoden)
- 2014: Castles in the Sky
- 2014: The Quiet Hour
- 2014: Home for Christmas
- 2014: Black Sea
- 2014–2016: Happy Valley (Fernsehserie, 9 Episoden)
- 2015: My Mad Fat Diary (Fernsehserie, 3 Episoden)
- 2016: Brief Encounters (Fernsehserie, 6 Episoden)
- 2018: Shakespeare & Hathaway – Private Investigators (Mini-Serie, Episode 1x07)
- 2019: Chernobyl (Miniserie, 3 Episoden)